# Cerna-Sat, Gorj
Cerna-Sat este un sat în comuna Padeș din județul Gorj, Oltenia, România.

## Turism
Lângă apa Cernei, mai jos de drumul care trece prin sat, există un sat de agrement, cu mai multe căsuțe pe malul unui lac.